# 阳氏
阳氏，中国春秋时期楚国的世族，是楚穆王的后代，著名人物有阳匄。
始祖王子阳是楚穆王的儿子，王子阳之子尹，尹之子阳匄，阳匄的儿子有阳令终、阳完、阳佗。